# Asmalıdere, Susurluk
Asmalıdere là một xã thuộc huyện Susurluk, tỉnh Balıkesir, Thổ Nhĩ Kỳ. Dân số thời điểm năm 2010 là 123 người.